# Rümlingen

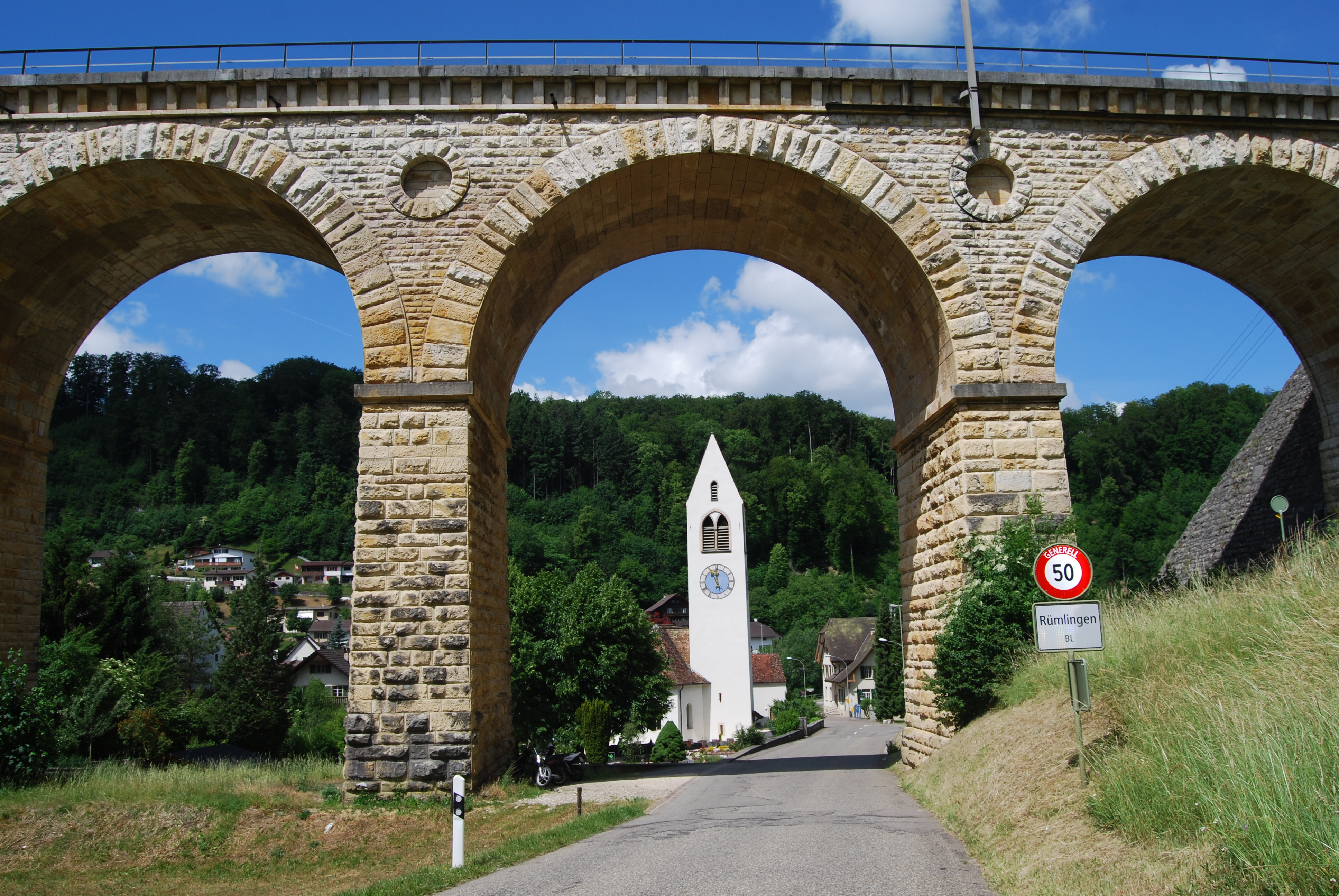
Rümlingen

Rümlingen is een gemeente en plaats in het Zwitserse kanton Basel-Landschaft, en maakt deel uit van het district Sissach.
Rümlingen telt 389 inwoners.